# Col des Gourgs Blancs
Pour les articles homonymes, voir Gourgs Blancs (homonymie).
Le col des Gourgs Blancs  est un col de montagne pédestre des Pyrénées s'élevant à 2 877 mètres d'altitude, en limite des départements français de la Haute-Garonne et des Hautes-Pyrénées en Occitanie.
Il relie le vallon des Gourgs Blancs dans le Louron au nord-ouest, à la vallée du Larboust, au sud-est dans le Luchonnais.

## Toponymie
Gourg, gorga en occitan a le sens de « lac profond ». On trouve au pied du pic, sur son versant nord français, les lacs des Gourgs Blancs. On les appelait Gourgs Blancs à cause de leur couleur d'un bleu laiteux.

## Géographie
Le col des Gourgs Blancs est situé entre le pic des Gourgs Blancs (3 129 m) au sud-ouest et le pic Gourdon (3 034 m) au nord-est. Il surplombe au nord-ouest les lacs des Gourgs Blancs et à l'est le lac Glacé d'Oô (2 664 m).

## Protection environnementale
Le col fait partie d'une zone naturelle protégée, classée ZNIEFF de type 2 : vallée du Louron.

## Voies d'accès
Pour atteindre le col par le versant Hautes-Pyrénées, au départ du pont de Prat à la centrale hydro-électrique de Tramezaygues, il faut traverser les gorges de Clarabide par un chemin très escarpé jusqu'à la construction d'un chemin plus sûr construit par les Ponts et Chaussées, et rejoindre le refuge de la Soula. De là prendre le sentier le long du ruisseau de Caillauas jusqu'au lac de Caillauas puis aux lacs des Gourgs Blancs au pied du col.
Par le versant Haute-Garonne la montée au col se fait par le sentier GR 10 et dure environ une heure (deux heures aller-retour) pour un simple marcheur, depuis les granges d'Astau (1 139 m), terminus de la petite route qui remonte la vallée d'Oô. Le sentier se prolonge au-delà du lac, vers les lacs d'Espingo (près duquel se trouve le refuge gardé d'Espingo) et de Saussat, puis plus haut vers le lac Glacé d'Oô en contrebas du col.